# Зелёный S
Зелёный S (англ. Green S, также известен как Food Green S, FD&C Green 4, Acid green 50, Lissamine Green B, Wool Green S, C.I. 44090) — органическое соединение, зелёный синтетический триарилметановый краситель из каменноугольной смолы с химической формулой {\displaystyle \mathrm {C} _{27}\mathrm {H} _{25}\mathrm {N} _{2}\mathrm {O} _{7}\mathrm {S} _{2}\mathrm {N} a_{3}}. Зарегистрирован как пищевой краситель с номером Е142.

## Применение

### Пищевая промышленность
В пищевой промышленности зарегистрирован в качестве пищевой добавки E142. Он может использоваться при изготовлении мятного соуса, мороженого, различных конфет, десертов и добавляется в консервированный горошек.
Зелёный S запрещён как пищевая добавка в Канаде, США, Японии и Норвегии, так как его употребление в пищу может привести к аллергическим реакциям. В Европейском союзе, Австралии и Новой Зеландии является разрешённой пищевой добавкой. В Российской Федерации также разрешён к использованию. 

### Медицина
Зелёный S является жизненно важным красителем, что означает, что его можно использовать для окрашивания живых клеток. Он используется в офтальмологии, наряду с флуоресцеином и Бенгальским розовым для диагностики различных заболеваний глазной поверхности, например, сухости глаз.

## Безопасность
В 1970 году Объединённый экспертный комитет ФАО/ВОЗ по пищевым добавкам (JECFA) совместно с Научным комитетом по пищевым продуктам (SCF) установил допустимое суточное потребление (ДСП) красителя в количестве 25 мг/кг массы тела, но в 1975 году JECFA отменил это значение. В 2001 году Европейская комиссия установила ДСП в количестве 5 мг/кг массы тела. В 2010 году Европейское агентство по безопасности продуктов питания (EFSA) провела переоценку Зелёного S и пришла к выводу, что текущий ДСП (5 мг/кг массы тела) является безопасным и не требует пересмотра.